# Гза (река)
Гза — река в России, протекает в Юрьев-Польском районе Владимирской области. Устье реки находится в 120 км по левому берегу реки Колокша. Длина реки составляет 24 км, площадь водосборного бассейна — 133 км².
Исток реки в лесах в 17 км к северо-востоку от города Юрьев-Польский. Река течёт на юг, в верхнем течении протекает между деревней Юрково, по правому берегу, и посёлком Энтузиаст, по левому. Ниже протекает через обширное болото Ненашевское, где на реке создана сеть каналов. Нижнее течение проходит по юго-восточной окраине города Юрьев-Польский, где река впадает в Колокшу.

## Данные водного реестра
По данным государственного водного реестра России относится к Окскому бассейновому округу, водохозяйственный участок реки — Клязьма от города Орехово-Зуево до города Владимир, речной подбассейн реки — бассейны притоков Оки от Мокши до впадения в Волгу. Речной бассейн реки — Ока.
Код объекта в государственном водном реестре — 09010300712110000032105.

## История
27 июня 1176 года около реки Гзы князь Всеволод Юрьевич Большое Гнездо сражался с ростовцами под предводительством князя Мстислава Ростиславовича за великокняжеский престол. В сражении ростовцы были разбиты.

## Мстиславль Залесский
На правобережье реки Гза, около оврага Волот, расположено городище Мстиславль. Здесь находился древнерусский город Мстиславль, упомянутый в Новгородской первой летописи в списке «имена всѣм градом рускым, далним и ближним».